# Jung-Jüdischer Wanderbund
Der Jung-Jüdische Wanderbund (JJWB) war ein Anfang des 20. Jahrhunderts gegründeter deutsch-jüdischer Jugendverband. Der JJWB verknüpfte die Ideen und die Geselligkeit der deutschen Jugendbewegung, von denen Juden weitgehend ausgeschlossen waren, mit jüdischen Lebensweisen.

## Geschichte
Über die Anfänge des JJWB gibt es unterschiedliche Aussagen. Nach Beate Lehmann gründete sich der Verband „1911 als selbständige und emanzipierte Jugend- und Wandergruppe unter dem Dach des Verbandes der Jüdischen Jugendvereine (VJJD)“. Andere Quellen behaupten, der Verband sei erst 1920 gegründet worden. Die unterschiedlichen Angaben erklären sich daraus, dass es unterschiedliche Vorgängerorganisationen mit je eigener Geschichte gab. „Im Jahre 1920 wurde in Frankenberg der ‚Jung-jüdische Wanderbund‘ (JJWB) gegründet. Er entstand aus dem ‚Verband der jüdischen Jugendvereine Deutschlands‘, dem sogenannten ‚Neutralen Verband‘ (gegr. 1907), behielt die Parole der Neutralität in allgemeinen und jüdisch-politischen Fragen bei und sah zunächst seinen Zweck fast ausschließlich in der Pflege des Wanderns.“ Das Jahr 1920 war auch das Jahr, in dem das erste Bundestreffen des JJWB stattgefunden hatte.
Die Mitglieder des JJWB stammten aus eher kleineren Gemeinden, die weniger assimiliert und der jüdischen Tradition stärker verhaftet waren. Im April 1931 schrieb Gustav Goldzieher im Mitteilungsblatt der Kameraden:

„Die Mitglieder des J.J.W.B. (Jung-Jüdischer Wanderbund) stammen nicht wie bei uns Kameraden größtenteils aus gut bürgerlichem Hause, sondern zumeist aus dem jüdischen, genauer ostjüdischen Proletariat. Von hier aus ergibt sich eigentlich alles, was über den J.J.W.B. zu sagen ist, von selbst. Man sieht die Unterdrückung des Proletariats, die man am eigenen Leibe erlebt; daher ergibt sich seine sozialistische Einstellung. Aber man fühlt auch die besondere jüdische Unterdrückung, wie man von den anderen als Fremdstämmiger bezeichnet wird, wie die Juden von der Außenwelt als Volk gestempelt werden. Deshalb schließt man sich zusammen, um die Judennot, die geistige wie die körperliche, zu lindern, möglichst zu beseitigen. Und dies hofft man, durch den Zionismus erreichen zu können.
Aus all dem entstand die heutige Aufgabe des J.J.W.B., die Nachwuchsbewegung zu bilden für den Aufbau eines sozialistischen Palästina. Und man kann sagen, daß er diese Aufgabe voll und ganz erfüllt.“

Doch so, wie aus der Sicht des Jahres 1931 der Verband als ein genuin zionistischer beschrieben wurde, so gradlinig verlief dessen Entwicklung nicht. Noch 1921, beim zweiten Bundestreffen also, wurde ein zionistisches Programm abgelehnt, und es kam daraufhin zu einer Abspaltung. Ein Teil der Mitglieder schloss sich dem Verband Blau-Weiß an, dem Bund für Jüdisches Jugendwandern in Deutschland, ein anderer organisierte sich in der Jung-Jüdischen Schar, die sich aber offenbar nicht völlig vom JJWB lossagte. Ein Teil der ausgetretenen Mitglieder schloss sich schließlich in einer neuen Gruppierung zusammen und nannte sich Brith Haolim („Bund der Einwandernden“).
Innerhalb des JJWB war indes die Hinwendung zum Zionismus nicht mehr aufzuhalten. Sie gipfelte im Dezember 1922 schließlich im Bekenntnis zur Frankenberger Formel.

„Auf dem Bundestag in Frankenberg (1922) wurde die sogenannte ‚Frankenberger Formel‘ angenommen, welche mit den Worten: ‚Wir bekennen uns zur jüdischen Volksgemeinschaft‘ begann. Als im Winter 1924 in Danzig der ‚Brith Hanoar‘ (eine Zusammenfassung aller Bünde, die dem Welt-‚Hechaluz‘ angehörten) gegründet wurde, traten aus Deutschland der JJWB und der ‚Brith Haolim‘ bei. Damit war die Grundlage für eine Wiedervereinigung der beiden Bünde geschaffen, die im Frühjahr 1925 auf einer gemeinsamen Führertagung beschlossen wurde. Es gab jetzt einen Bund in Deutschland, der sich als Nachwuchsbewegung der zionistischen Arbeiterschaft betrachtete. Er umfaßte 1925 etwa 1500 bis 2000 Mitglieder. Bis 1930 trug der Bund den Namen JJWB; von da an hieß er ‚Brith Haolim‘.“

Der deutsche Landesverband des Hechaluz war bei einer Versammlung in Berlin vom 14. bis zum 16. Dezember 1922 gegründet worden.
1923 hatte sich der JJWB auch mit dem Jüdischen Volksheim im Berliner Scheunenviertel zusammengeschlossen. Über diesen Zusammenschluss schrieb 1930 Franz Lichtenstein, der lange Zeit der Bundesleitung des JJWB angehört hatte, dass diese „überaus fruchtbar gewesen sei, denn das sozialistische und zionistische Programm des JJWB stimmte mit den Ideen des Volksheims überein und dessen Mitarbeiter empfanden den Zusammenschluss als Bereicherung, denn sie konnten die Volksheimidee nun zu einem wesentlich größeren Teil der jüdischen Jugend hinaustragen“.
Der oben bereits zitierte Gustav Goldzieher beschreibt die Arbeit des JJWB im Jahre 1931 so:

„Der J.J.W.B. stellt aus seinen Reihen den weitaus größten Teil der aus Deutschland zur Hachscharah und Alijah Kommenden. Die Erziehung des J.J.W.B. hat ein bestimmtes Ziel vor Augen, den ‚sozialistischen Zionismus‘; sie ist daher eine ‚Tendenzerziehung‘. Man kann den J.J.W.B. mit der SAJ oder KJ vergleichen, also mit einer Parteijugend, die bewußt ihre Mitglieder in der Richtung der Partei, zu einem Instrument der Partei erzieht. Der J.J.W.B. erzieht eben in der Richtung der Arbeiterpartei in Palästina oder der Poale Zion in Deutschland zur Hachscharah und Alijah: man arheitet jüdische Geschichte durch, man liest sozialistische Schriften. Man lernt hebräisch, und man diskutiert über tagespolitische Fragen des Zionismus. Man geht auch sonntags auf Fahrt; doch soll das nur eine Beigabe sein, auf die nicht so stark Wert gelegt wird.“

Der JJWB unternahm Fahrten auch am Sabbat und an Feiertagen, „in einer fast trotzig zu nennenden Ablehnung der religiösen Traditionen“.
Im Februar 1933 fusionierten Brit Haolim und Kadima zu Habonim Noar Chaluzi – Jüdische Jugendgemeinschaft (Bauleute, Chaluzische Jugend).
Es gibt kaum Hinweise auf bekannte Personen, die im JJWB-Brith Haolim aktiv waren. Neben dem schon erwähnten, aber nicht näher identifizierbaren Franz Lichtenstein findet sich nur noch in der Kurzbiographie des Journalisten und Essayisten Kurt Loewenstein (1902–1973) ein Hinweis auf dessen Mitgliedschaft im JJWB.